# Джованні Баттіста Ланджетті
Джованні Баттіста Ланджетті (італ. Giovan Battista Langetti; 1635, Генуя — 1676, Венеція) — італійський художник.

## Ранні роки
Збережено мало відомостей про ранні роки майбутнього художника. Залишаються невідомими день і місяць його народження. Родина мешкала в місті Генуя. Батьки — Джованні Чезаре та Багутті. Він був четвертою дитиною в родині, де ще були три старші брати.
Та обставина, що на хрестини сина батьки запросили генуезьких художників (Джованні Баттіста Карлоне, дружину Карлоне, Бернардо Кастелло) наводить на думку, що родина була з ними знайома і не ставала в заваді при обранні кар'єри художника. Джованні став сиротою і за припущеннями його хресний батько (художник Джованні Баттіста Карлоне) опікувався сиротою, хоча точних відомостей про це не збережено.

## Перебування в Римі
В молоді роки Ланджетті перебрався у Рим. Є відомості, що він влаштувався на стажування в майстерню П'єтро да Кортона. В Римі знайдена картина «Мучеництво Маккавеїв» з впливами творчої манери да Кортона, котру вважають раннім твором Джованні Баттіста Ланджетті.

## Твори Хосе де Рібери і Ланджетті
Незважаючи на стиль бароко, що панував в ту добу, Ланджетті мав суттєві впливи творчості неаполітанського художника Хосе де Рібера. Суворі образи Рібери, далекі від римського академізму XVII століття, настільки подобались Ланджетті, що він дотримувався стилістики Рібери роками. Невідомо, чи бачив він картини Рібери у Римі, чи спромігся відвідати Неаполь, не безпосередньо бачив і вивчав картини обдарованого колеги.
Серед паралельних тем, що розробляли Рібера та Ланджетті — «Філософи». Звертався до цієї тематики і учень Рібери — Лука Джордано. З останнім Ланджетті міг зустрічатися в роки праці в Венеції. Серія «Філософи» роботи Рібери носить відверто антиакадемічний характер і позбавлена будь-якої зовнішньої привабливості. Вся значимість цих образів перенесена на їх внутрішній світ, на здатність нехтувати комфортом та багатством заради інтелектуальних пошуків істини.
Всі ці риси притаманні і «Філософам» роботи Ланджетті, могутнім, грубуватим, антиакадемічним (як і образи Рібери) велетням духу доби античності. Вдало поєднати пластичну красу з привабливістю інтелектуалів доби античності вдалося лише Джордано, хоча папетика бароко найбільше притаманна саме картинам Ланджетті.
Необхідність заробляти на життя по різному відбилась на художній практиці обох майстрів. Лука Джордано виробив надто швидку манеру праці, а в останні роки праці навіть втратив значимість образів заради декоративності. Ланджетті, навпаки, використовував стереотипні композиції і навіть ракурси, котрі постійно варіював і ті переходили з картині в картину. Водночас він уникав академічної заглаженості і був ближче до манери іншого генуезця Бернардо Строцці.

## Праця в Венеції
Цілком зрілим майстром він перебрався на працю у Венецію. Столиця Адріатики в XVII ст. переживала не найкращі часи. Вона поступово втрачала значення мистецького центру. На зменшення художнього значення міста вплинуло декілька несприятливих факторів — чума 1630 року, консервація стилістики в творах місцевих майстрів, що використовували лише декоративну складову таких майстрів як Тиціан і, особливо, Паоло Веронезе. Бароковий живопис римського академізму XVII ст. практично не мав популярності. У Венеції працювало декілька прихильників пізнього караваджизму без помітного впливу на художню практику.
Певне місце в художній практиці Венеції посіли два генуезці за походженням — Бернардо Строцці та Джованні Баттіста Ланджетті. Ланджетті привніс в художню практику міста впливи Хосе де Рібера та динаміку барокових жестів. Згодом він посів місце одного з найкращих митців Венеції, незважаючи на недоліки власного неширокого обдарування. Шедевром цього періоду вважають вівтар «Марія Магдалина біля розп'ятого Хреста», де вдало переданий драматизм ситуації при відмові від численних фігур, притаманних картинам інших майстрів.
В XVII ст. покращити художню ситуацію в Венеції не вдалося навіть Бернардо Строцці та Джованні Баттіста Ланджетті. Частка художників-уродженців Венеції покидає її і працює в інших мистецьких центрах. Венецієць за походженням Карло Сарачені майже все життя працював в Римі, де став одним з епігонів Караваджо, а його творчість не мала ніякого впливу на художню ситуацію в Венеції.
Цікавими зразками збагатили венеційський портретний жанр П'єтро Беллотті, що виробився у оригінала-портретиста, що переносив портретні риси як у релігійні образа чи алегорії, так і у численні побутові картини-типи, та Вітторе Гісланді з помітним колористичним обдаруванням.

## Обрані твори
- «Філософ Діоген»
- «Архімед з алегоріями війни та миру», Париж, Галерея Канессо
- «Архімед», музей герцога Антона Ульріха, Брауншвейг.
- «Катон Утичний»
- «Самогубство Катона Утичного»
- «Мучеництво св. Агнеси»
- «Меркурій, що приспав Аргуса»
- «Мучеництво Іксіона»
- «Танталові муки»
- «Спокушання філософа грошима», Ріміні, Міська галерея
- «Лот з доньками»
- «Аполлон карає Марсія за перемогу над ним в музичному змаганні», до 1659 р.
- «Самсон», до 1660 р., Ермітаж, Санкт-Петербург
- «Спрага Самсона», до 1660 р.
- «Анаксагор», давньогрецький філософ та математик, до 1660 р.
- «Два гравці», після 1660 р., Галерея Уффіці, Флоренція
- "Смертний час св. Єроніма ", до 1660 р., Клівлендський музей мистецтв, США
- «Літня пані з листом та перлами в руках» («Марнота марнот»), бл. 1663 р.
- «Марія Магдалина біля розп'ятого Христа», до 1670 р., церква Санта Тереза, Венеція.
- « Архімед Сираукзький», до 1670 р., музей герцога Антона Ульріха, Брауншвейг.
- «Діоген і Александр Македонський», до 1675 р.
- «Красуня Фріна перед Ксенократом», до 1675 р., Удіне, Міський музей
- «Убивство Архімеда Сіракузького», до 1675 р., Прага, Чехія
- «Добрий самаритянин», до 1675 р.

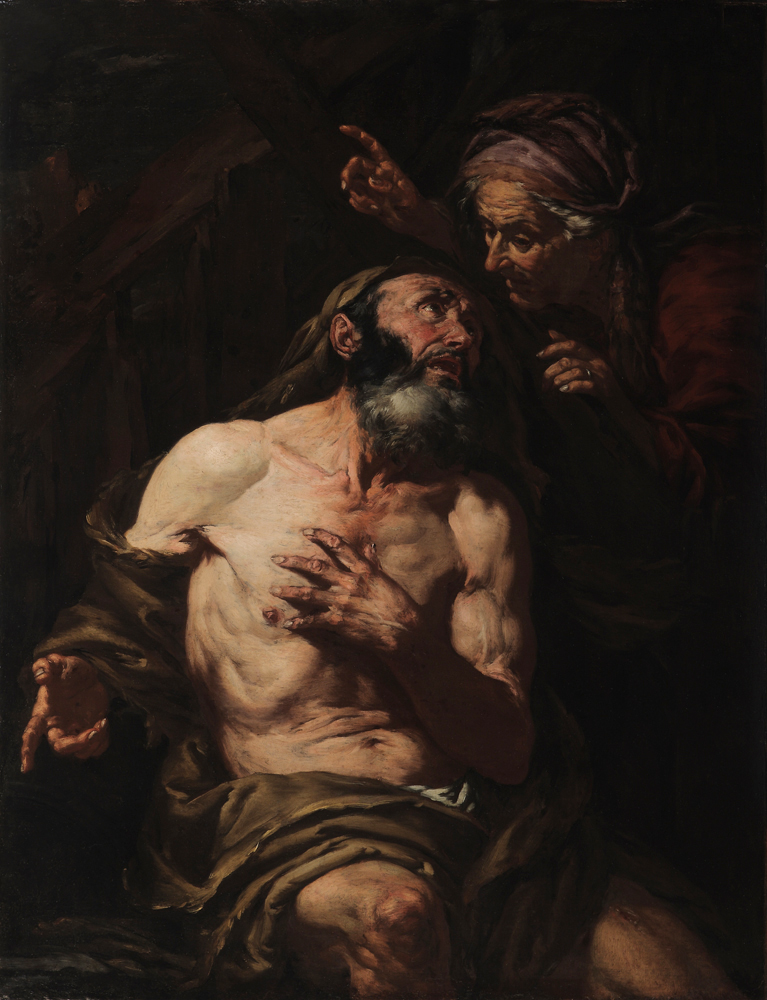
Джованні Баттіста Ланджетті. «Йов Багатостраждальний», до 1675 р.
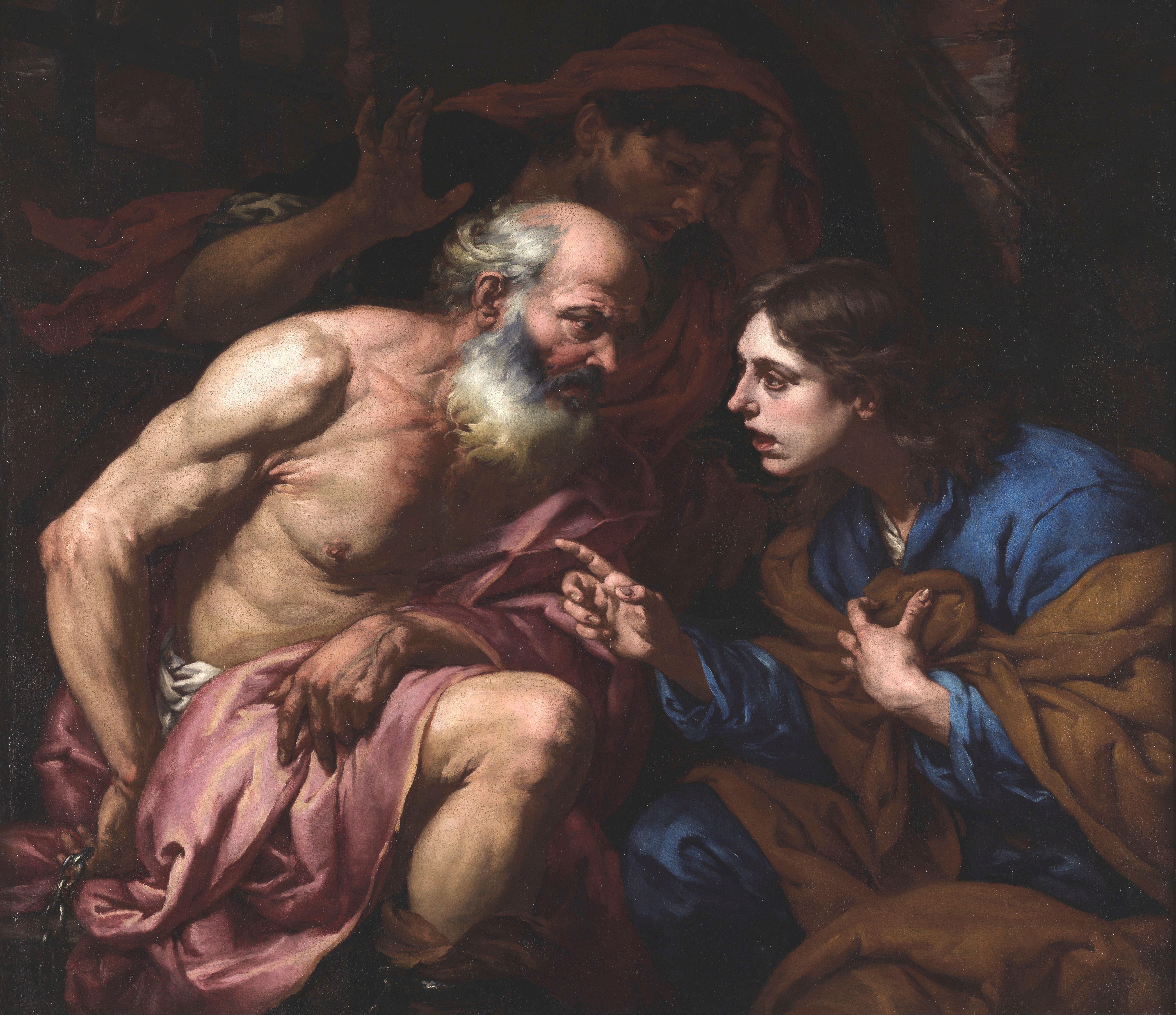
Джованні Баттіста Ланджетті. «Йосип тлумачить сни в ув'язненні»
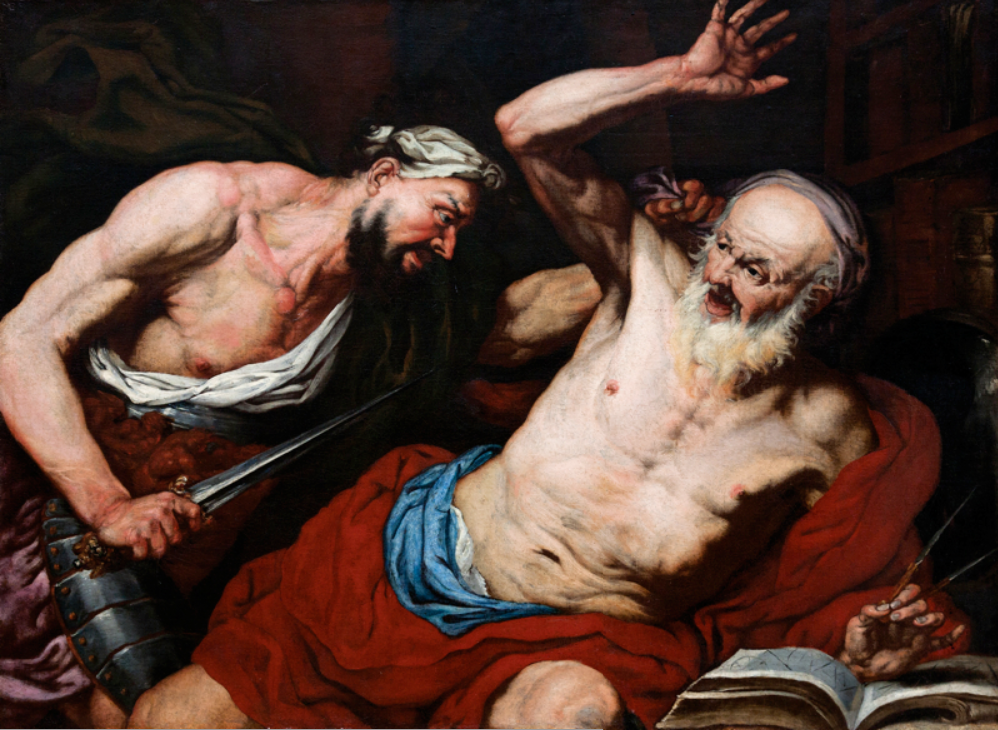
Джованні Баттіста Ланджетті. «Убивство Архімеда Сіракузького», до 1675 р., Прага
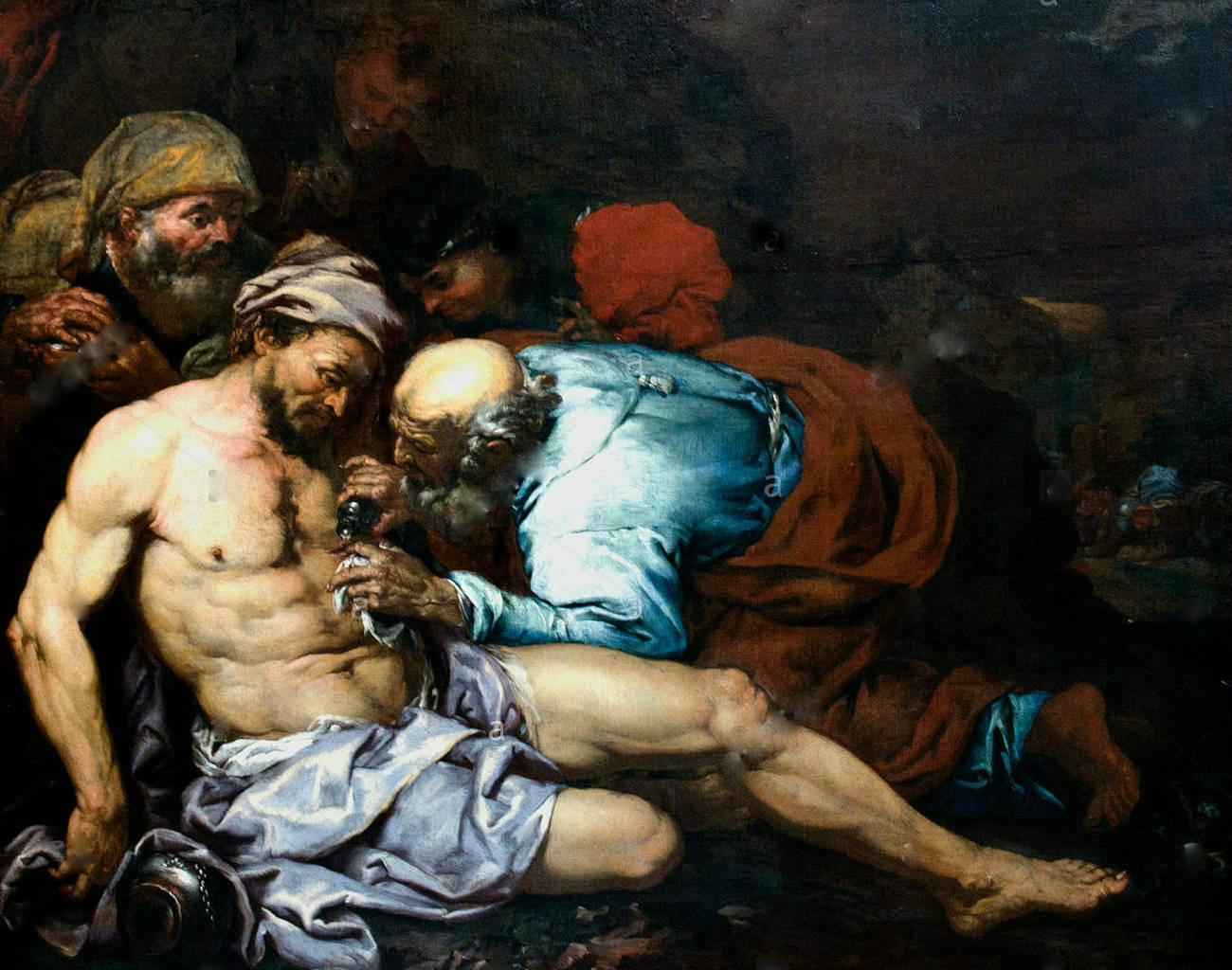
Джованні Баттіста Ланджетті. «Добрий самаритянин», Ліон, Музей красних мистецтв
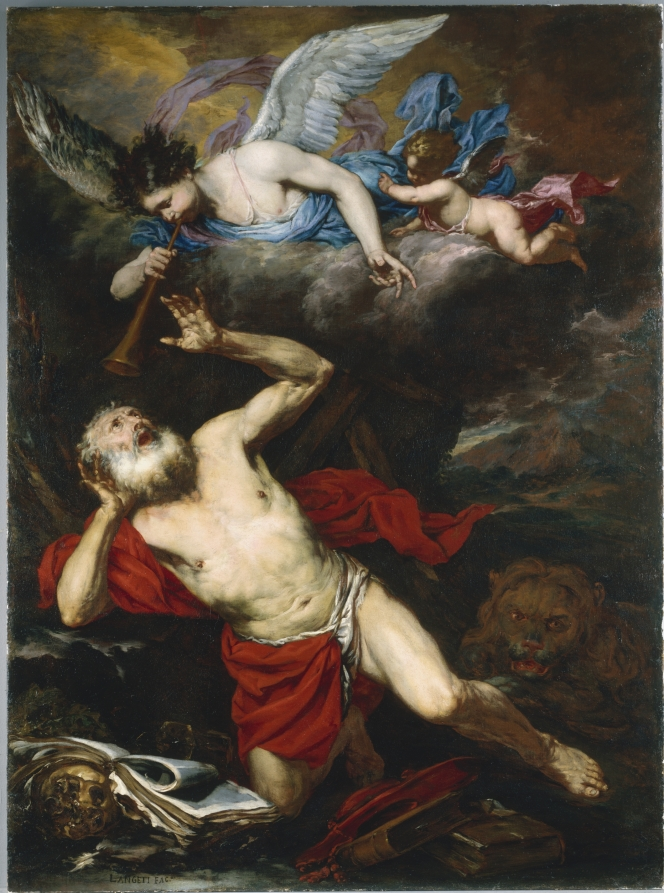
Джованні Баттіста Ланджетті. «Смертний час св. Єроніма», сер. 1660 рр., Клівлендський музей мистецтв, США

### Серія «філософи»

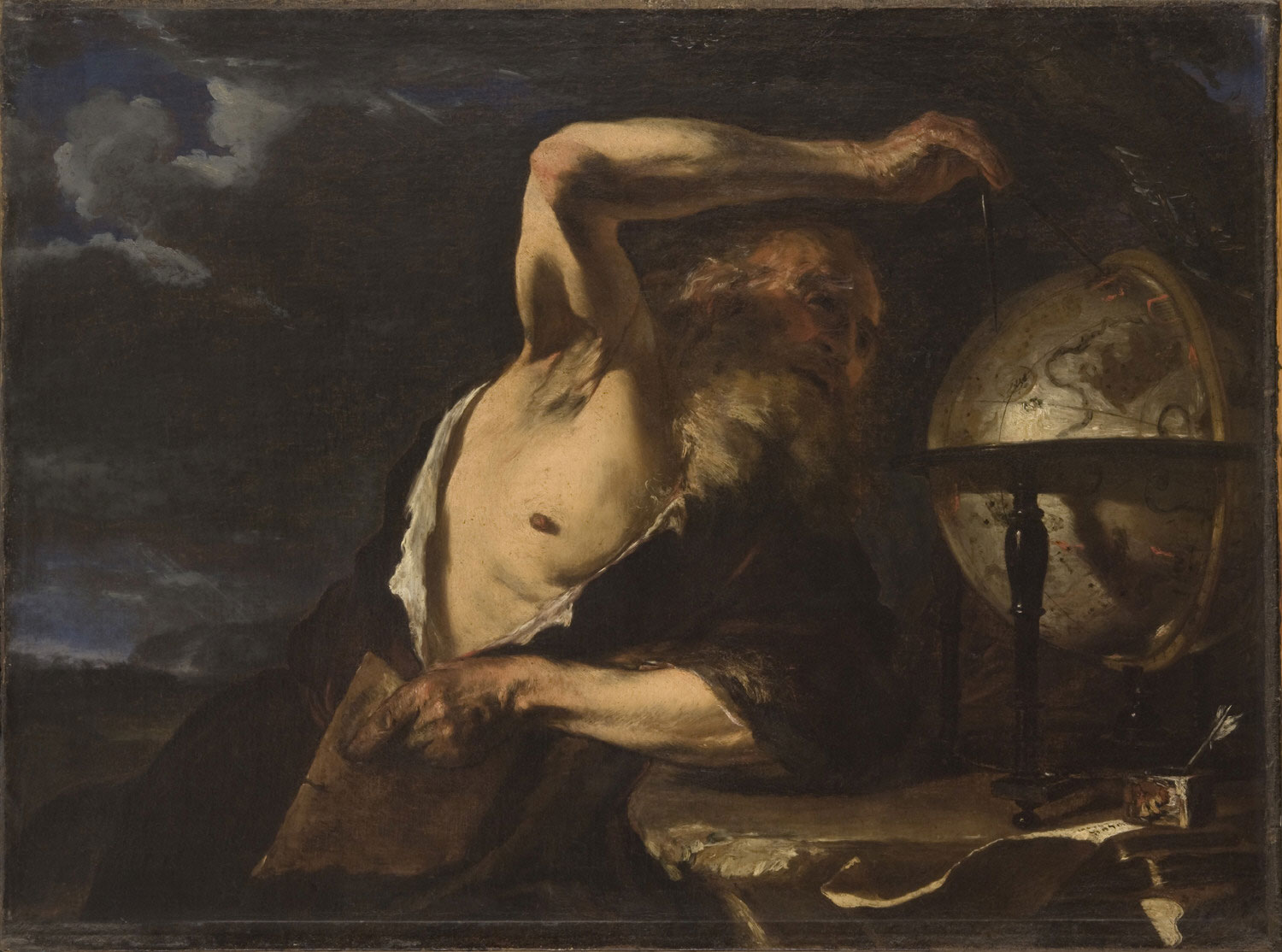
Джованні Баттіста Ланджетті. «Анаксагор», математик, філософ, друг Перікла. Музей мистецтв Філадельфії
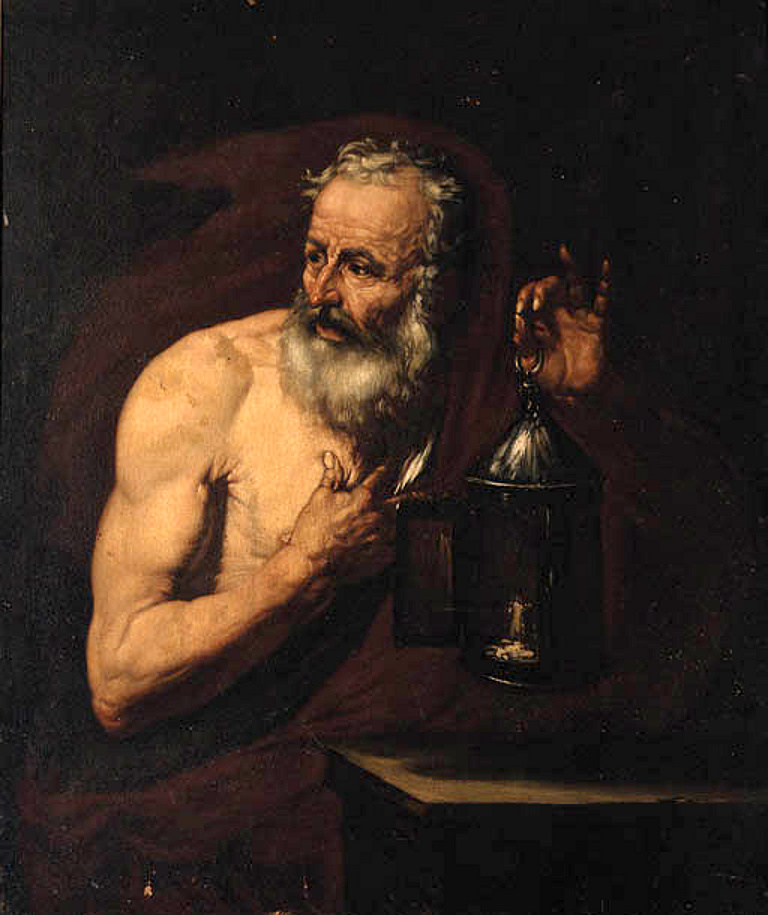
Джованні Баттіста Ланджетті. «Філософ Діоген шукає справжню людину»
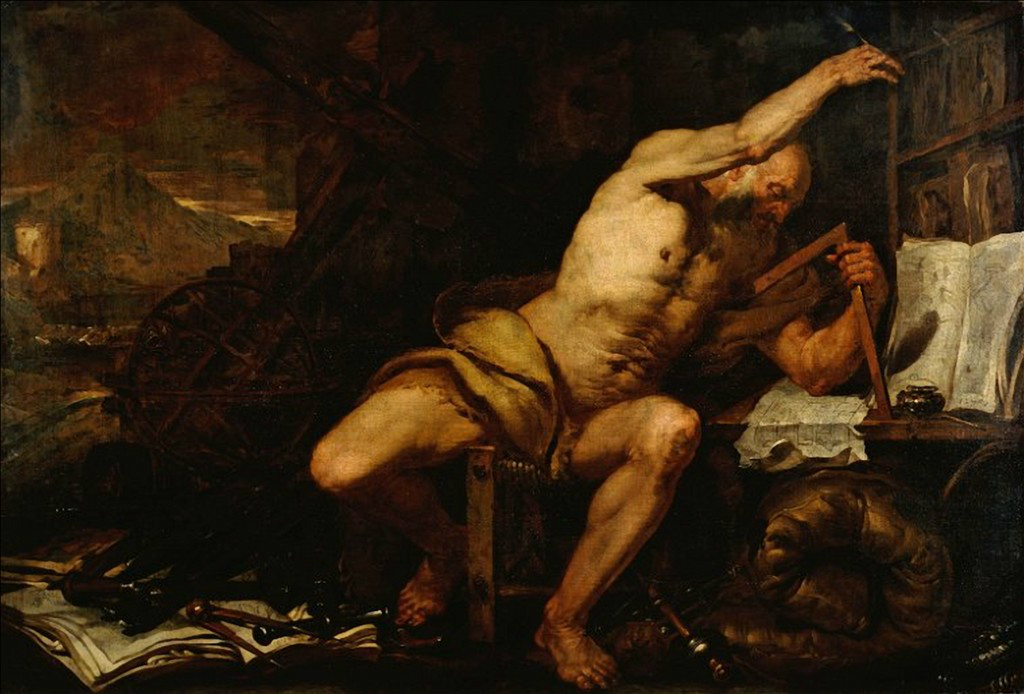
Джованні Баттіста Ланджетті. «Архімед Сіракузький», Музей герцога Антона Ульріха